# Щауфенберг (род)
Щауфенберг или Шенкен фон Щауфенберг (на немски: Schenken von Stauffenberg) e католическа, швабска стара благородническа фамилия.
Тяхната територия е била Йетинген, Вилфлинген, Амердинген, Ристисен, Лаутлинген, Гайзлинген и двореца Грайфенщайн, през 1803 г. понякога в Кралство Бавария и в Кралство Вюртемберг.
Шенките фон Щауфенберг са споменати като благородници за пръв път в документи още през 1262 г.

## Известни от род Щауфенберг
- Себастиан Шенк фон Щауфенберг († 1564), женен 1525 г. за Анна фон Рехберг-Илерайхен [2]
- Марквард Себастиан Шенк фон Щауфенберг (1644 – 1693), 1683 до 1693 г. княжески епископ на Бамберг (1683 – 1693)
- Йохан Франц Шенк фон Щауфенберг (1658 – 1740), княжески епископ на Констанц (1704 – 1740) и Аугсбург (1737 – 1740)

## Най-известни от Щауфенберг през20 векса:
- Братята:
  - Клаус фон Щауфенберг (1907 – 1944), немски офицер
    - неговата съпруга: Нина Шенк графиня фон Щауфенберг род. Фрайин фон Лерхенфелд (1913 – 2006)

  - Бертхолд фон Щауфенберг (1905 – 1944), немски юрист
  - Александър фон Щауфенберг (1905 – 1964), немски историк
    - неговата първа съпруга: Мелита Шенк графиня фон Щауфенберг род. Шилер (1903 – 1945), немска пилот и инженер.